# Mistrzostwa Świata FIBT 2009
Mistrzostwa Świata FIBT 2009 odbywały się w dniach 20 lutego – 1 marca 2009 w amerykańskim Lake Placid. Odbyły się trzy konkurencje bobslejowe, dwie skeletonowe i konkurencja mieszana bobslejowo-skeletonowa.

## Skeleton
- Data: 27–28 lutego 2009

### Mężczyźni
| Miejsce | Sportowiec           | Narodowość        | Czas    |
| ------- | -------------------- | ----------------- | ------- |
| 1       | Gregor Stähli        | Szwajcaria        | 2:46,58 |
| 2       | Adam Pengilly        | Wielka Brytania   | 2:46,93 |
| 3       | Aleksandr Trietjakow | Rosja             | 2:47,09 |
| 4       | Jon Montgomery       | Kanada            | 2:47,13 |
| 5       | Mirsad Halilovic     | Niemcy            | 2:47,17 |
| 6       | Sandro Stielicke     | Niemcy            | 2:47,26 |
| 7       | Eric Bernotas        | Stany Zjednoczone | 2:47,34 |
| 8       | Jeff Pain            | Kanada            | 2:47,43 |
| 9       | Matthew Antoine      | Stany Zjednoczone | 2:47,45 |
| 10      | Zach Lund            | Stany Zjednoczone | 2:47,62 |

### Kobiety
- Data: 26–27 lutego 2009

| Miejsce | Zawodnik                       | Narodowość        | Czas    |
| ------- | ------------------------------ | ----------------- | ------- |
| 1       | Marion Trott                   | Niemcy            | 3:47,97 |
| 2       | Amy Williams                   | Wielka Brytania   | 3:48,56 |
| 3       | Kerstin Szymkowiak             | Niemcy            | 3:48,61 |
| 4       | Anja Huber                     | Niemcy            | 3:49,18 |
| 5       | Emma Lincoln-Smith             | Australia         | 3:49,27 |
| 6       | Mellisa Hollingsworth-Richards | Kanada            | 3:49,29 |
| 7       | Katie Uhlaender                | Stany Zjednoczone | 3:49,32 |
| 8       | Noelle Pikus-Pace              | Stany Zjednoczone | 3:49,46 |
| 9       | Shelley Rudman                 | Wielka Brytania   | 3:49,60 |
| 10      | Amy Gough                      | Kanada            | 3:49,67 |

## Bobsleje

### Mężczyźni

#### Dwójki
- Data: 21–22 lutego 2009

| Miejsce | Narodowość        | Zawodnik                              | czas    |
| ------- | ----------------- | ------------------------------------- | ------- |
| 1       | Szwajcaria        | Ivo Rüegg Cédric Grand                | 3:42,20 |
| 2       | Niemcy            | Thomas Florschütz Marc Kühne          | 3:42,42 |
| 3       | Stany Zjednoczone | Steven Holcomb Curtis Tomasevicz      | 3:42,60 |
| 4       | Rosja             | Aleksandr Zubkow Aleksiej Wojewoda    | 3:42,74 |
| 5       | Niemcy            | André Lange Martin Putze              | 3:43,12 |
| 6       | Kanada            | Pierre Lueders David Bissett          | 3:43,52 |
| 7       | Kanada            | Lyndon Rush Lascelles Brown           | 3:43,65 |
| 8       | Rosja             | Dmitrij Abramowicz Siergiej Prudnikow | 3:43,91 |
| 9       | Niemcy            | Karl Angerer Gregor Bermbach          | 3:44,17 |
| 10      | Szwajcaria        | Daniel Schmid Roman Handschin         | 3:44,30 |

#### Czwórki
- Data: 28 lutego – 1 marca 2009

| Miejsce | Narodowość        | Zawodnik                                                                  | czas    |
| ------- | ----------------- | ------------------------------------------------------------------------- | ------- |
| 1       | Stany Zjednoczone | Steven Holcomb Justin Olsen Steve Mesler Curtis Tomasevicz                | 3:36,61 |
| 2       | Niemcy            | André Lange Alexander Rödiger Kevin Kuske Martin Putze                    | 3:37,58 |
| 3       | Łotwa             | Jānis Miņins Daumants Dreiškens Oskars Melbārdis Intars Dambis            | 3:37,61 |
| 4       | Rosja             | Aleksandr Zubkow Roman Oriesznikow Dmitrij Trunienkow Dmitrij Stiopuszkin | 3:38,05 |
| 5       | Rosja             | Dmitrij Abramowicz Filipp Jegorow Aleksiej Sieliwierstow Piotr Moisiejew  | 3:38,33 |
| 6       | Szwajcaria        | Ivo Rüegg Roman Handschin Thomas Lamparter Cédric Grand                   | 3:38,39 |
| 7       | Holandia          | Edwin van Calker Arno Klaasen Sybren Jansma Timothy Beck                  | 3:39,02 |
| 8       | Austria           | Wolfgang Stampfer Jürgen Mayer Gerhard Köhler Jürgen Loacker              | 3:39,08 |
| 9       | Stany Zjednoczone | Todd Hays T.J. Burns Alex Sprague Bill Schuffenhauer                      | 3:39,12 |
| 10      | Kanada            | Pierre Lueders Ben Kotyk David Bissett Justin Kripps                      | 3:39,53 |

### Kobiety

#### Dwójki
- Data: 20–21 lutego 2009

| Miejsce | Narodowość        | Zawodnik                                 | czas    |
| ------- | ----------------- | ---------------------------------------- | ------- |
| 1       | Wielka Brytania   | Nicola Minichiello Gillian Cooke         | 3:48,22 |
| 2       | Stany Zjednoczone | Shauna Rohbock Elana Meyers              | 3:48,60 |
| 3       | Niemcy            | Cathleen Martini Janine Tischer          | 3:48:84 |
| 4       | Kanada            | Helen Upperton Jennifer Ciochetti        | 3:48,93 |
| 5       | Kanada            | Kaillie Humphries Heather Moyse          | 3:48,97 |
| 6       | Stany Zjednoczone | Erin Pac Michelle Rzepka                 | 3:49,00 |
| 7       | Niemcy            | Sandra Prokoff-Kiriasis Patricia Polifka | 3:49,19 |
| 8       | Szwajcaria        | Sabina Hafner Anne Dietrich              | 3:49,21 |
| 9       | Niemcy            | Claudia Schramm Nicole Herschmann        | 3:49,90 |
| 10      | Stany Zjednoczone | Bree Schaaf Emily Azevedo                | 3:50,19 |

## Konkurencja mieszana
- Data: 22 lutego 2009

| Miejsce | Zawodnik | Zawodnicy         | Czas    |
| ------- | --- | ----------------- | ------- |
| 1       | Frank Rommel Sandra Kiriasis Team Patricia Polifka Marion Trott Thomas Florschütz Team Andreas Barucha            | Niemcy            | 3:45,41 |
| 2       | Gregor Stähli Sabina Hafner Team Anne Dietrich Maya Pedersen-Bieri Ivo Rüegg Team Cédric Grand                    | Szwajcaria        | 3:45,65 |
| 3       | Eric Bernotas Shauna Rohbock Team Valerie Fleming Katie Uhlaender Steven Holcomb Team Justin Olsen                | Stany Zjednoczone | 3:45,66 |
| 4       | Jeff Pain Helen Upperton Team Amanda Moreley Mellisa Hollingsworth Lyndon Rush Team Chris le Bihan                | Kanada            | 3:45,76 |
| 5       | Anthony Sawyer Nicola Minichiello Team Jackie Gunn Amy Williams John Jackson Team Henry Nwume                     | Wielka Brytania   | 3:46,03 |
| 6       | Matthew Antoine Erin Pac Team Michelle Rzepka Noelle Pikus-Pace Todd Hays Team T.J. Burns                         | Stany Zjednoczone | 3:46,20 |
| 7       | Florian Grassl Cathleen Martini Team Christin Senkel Anja Huber Karl Angerer Team Thomas Pöge                     | Niemcy            | 3:46,32 |
| 8       | Siergiej Czudinow Wiktorija Tokowa Team Jelena Doronina Swietłana Trunowa Jewgienij Popow Team Aleksiej Andriunin | Rosja             | 3:49,27 |

## Tabela medalowa
| Miejsce | Państwo           |   |   |   | Razem |
| ------- | ----------------- | - | - | - | ----- |
| 1.      | Niemcy            | 2 | 2 | 2 | 6     |
| 2.      | Szwajcaria        | 2 | 1 | 0 | 3     |
| 3.      | Wielka Brytania   | 1 | 2 | 0 | 3     |
| 4.      | Stany Zjednoczone | 1 | 1 | 2 | 4     |
| 5.      | Rosja             | 0 | 0 | 1 | 1     |
| 5.      | Łotwa             | 0 | 0 | 1 | 1     |